# Yuta Taki
Yuta Taki (滝 裕太 Taki Yuta?), född 29 augusti 1999 i Shizuoka prefektur, är en japansk fotbollsspelare.
Taki började sin karriär 2017 i Shimizu S-Pulse.